# Saint-Ambroix (Gard)
Saint-Ambroix è un comune francese di 3 428 abitanti situato nel dipartimento del Gard, nella regione dell'Occitania.
È patria del filosofo e traduttore Samuel Sorbière.

## Società

### Evoluzione demografica
Abitanti censiti